# Frank Mill
Frank Mill (Essen, 1958. július 23. – Essen, 2025. augusztus 5.) világbajnok német labdarúgó, csatár.

## Pályafutása

### Klubcsapatban
1966-ban az Eintracht Esset csapatában kezdte a labdarúgást. 1972-ben igazolta le a Rot-Weiß Essen, ahol 1976-ban mutatkozott be az első csapatban és öt idényen át szerepelt. 1981 és 1986 között a Borussia Mönchengladbach, 1986 és 1994 között a Borussia Dortmund labdarúgója volt. A Dortmunddal 1989-ben nyugatnémet kupát nyert. 1994 és 1996 között a Fortuna Düsseldorf együttesében játszott és itt fejezte be az aktív labdarúgást.

### A válogatottban
1982 és 1990 között 17 alkalommal szerepelt a nyugatnémet válogatottban. Tagja volt az 1988-as hazai Európa-bajnokságon bronzérmet nyert és az 1990-es világbajnok csapatnak Olaszországban. 1988-ban a szöuli olimpián bronzérmet szerzett a nyugatnémet válogatottal. 1980-ban kétszeres U21-es válogatott volt. 1983 és 1988 között 20 alkalommal szerepel az NSZK olimpiai válogatottjában és tíz gólt szerzett.

## Sikerei, díjai
NSZK
- Olimpiai játékok
  - bronzérmes: 1988, Szöul
- Világbajnokság
  - világbajnok: 1990, Olaszország
- Európa-bajnokság
  - bronzérmes: 1988, NSZK

 Borussia Mönchengladbach
- Nyugatnémet kupa (DFB-Pokal)
  - döntős: 1984

 Borussia Dortmund
- Nyugatnémet kupa (DFB-Pokal)
  - győztes: 1989
- Nyugatnémet szuperkupa (DFB-Supercup)
  - győztes: 1989
- UEFA-kupa
  - döntős: 1992–93